# Cultures : À la découverte du Vinland
Cultures : À la découverte du Vinland (Cultures: Die Entdeckung Vinlands) est un jeu vidéo de type city-builder développé par Funatics et édité par JoWooD Entertainment, sorti en 2000 sur Windows. Il s'agit du premier jeu de la série Cultures.
Il a été réédité sur iOS en 2014.

## Système de jeu
Cultures est un jeu de construction de villes et de stratégie en temps réel dans lequel le joueur gère des colonies historiques du Vinland viking. Le joueur doit construire des routes, gérer l'économie des colonies et former les citoyens à des métiers comme forgeron ou bûcheron. Le but est de rassembler les fragments d'un météore magique qui s'est écrasé.

## Accueil
| Cultures              |      |       |
| Média                 | Pays | Notes |
| Computer Gaming World | US   | 2.5/5 |
| GameSpot              | US   | 58 %  |
| Gen4                  | FR   | 13/20 |
| Jeuxvideo.com         | FR   | 15/20 |
| Joystick              | FR   | 35 %  |

## Suites
Funatics a développé trois suites à ce premier opus de Cultures : Cultures 2 : Les Portes d'Asgard ; Cultures: Northland et Cultures: 8th Wonder of the World.